# 豊竹湊太夫
豊竹 湊太夫（とよたけ みなとたゆう）は、義太夫節の太夫。

## 初代
（生没年不詳）
豊竹越前少掾の門弟。1732年に豊竹座に初出演。師匠のワキを長年務めたが、後の1739年に江戸に出向き肥前座で立者で活躍。

## 2代目
後の3代目豊竹八重太夫。

## 3代目
後の2代目豊竹麓太夫。

## 4代目
（寛政12年（1800年） - 明治14年（1881年））
大坂の生まれ、2代目豊竹麓太夫（元3代目湊太夫）の実子。4代目豊竹巴太夫、3代目竹本長門太夫に師事し和佐太夫が1830年に4代目湊太夫を襲名。師匠巴太夫没後は豊竹生駒太夫を名乗ったが後に引退し生駒伊八を名乗った。
通称を「卯之助」。

## 5代目
（寛政12年（1800年） - 明治10年（1877年）6月25日）本名は竹屋利兵衛。
播磨（現在の兵庫県明石）の生まれ、4代目竹本土佐太夫の門弟で娘婿。初名を竹本音羽太夫。1833年に故あって破門。師匠土佐太夫没後は3代目竹本長門太夫の門下になり、1849年に4代目湊太夫が引退していたため譲り受け5代目湊太夫を襲名。稲荷文楽芝居の櫓下で活躍。1872年（または1873年）に引退。

## 6代目
（明治4年6月22日（1871年8月8日） - 大正12年（1923年）9月20日）本名は長谷川長三郎。
5代目竹本組太夫の門弟。小長太夫、峰太夫を経て1909年に6代目湊太夫を襲名。

## 7代目
（明治11年（1878年）8月31日 - 昭和14年（1939年）2月11日）本名は吉田団次郎。
大阪堺の生まれ、2代目竹本越路太夫（後の2代目竹本摂津大掾）の門弟。竹本小さの太夫、竹本さの太夫を経て7代目湊太夫を襲名。